# Daniel McBreen
Daniel James McBreen (Burnley, 23 aprile 1977) è un calciatore e allenatore di calcio australiano, attaccante degli Edgeworth Eagles e tecnico della formazione under-15 dei Newcastle United Jets.

## Carriera

### Calciatore

#### Club

##### Inizi e Inghilterra
Nato in Inghilterra ma cresciuto in Australia, Daniel inizia a giocare nelle Edgeworth Eagles di Newcastle, su consiglio del padre. Nel 2000 viene acquistato dal Newcastle United Jets Football Club, squadra più importante della città. Dopo due ottime stagioni si trasferisce in Romania, all'Universitatea Craiova. Nel 2004, a causa dello scarso utilizzo, rescinde il contratto con i rumeni
e si trasferisce in Scozia, al Falkirk Football Club, firmando un contratto annuale, rinnovando l'anno successivo. Nel 2006 rimane svincolato e firma un biennale con lo Scunthorpe United Football Club. Nello stesso anno si trasferisce in prestito allo York City Football Club. Fa il suo esordio con i Minstermen nella partita contro lo Histon F.C., persa 4-1.
Ritorna l'anno successivo allo Scunthorpe, senza però scendere in campo.
Nel 2008 firma un semestrale con il St. Johnstone Football Club. Segna il suo primo gol con i Saints nella partita di Coppa di Lega Scozzese persa ai calci di rigore con i Rangers
Nel 2008, dopo un periodo di prova con i Wellington Phoenix, torna allo York City, dove gioca con continuità, scendendo in campo 48 volte e segnando 10 gol.

##### Il ritorno in Australia
Nel 2009 torna in Australia, al N. Queensland Fury.
Nel 2010 va ai Perth Glory Football Club nell'affare che ha portato ai Fury Jimmy Downey.
Nello stesso anno firma un biennale con i Central Coast Mariners Football Club, dove milita tuttora.
Nel 2013, con 17 gol, si laurea capocannoniere della A-League, vinta dai Mariners.

#### Nazionale
Il 3 marzo 2010 viene convocato per la gara di qualificazione per la Coppa d'Asia contro l'Indonesia, senza scendere in campo.

### Allenatore
Nell'ottobre 2015, mentre è svincolato, viene nominato allenatore della formazione under-15 dei Newcastle Jets, squadra della città di origine.

## Palmarès

### Club

#### Competizioni nazionali
- Campionato australiano: 1

Central Coast Mariners: 2012-2013
- Scottish First Division: 1

Falkirk: 2004-2005

### Individuale
- Capocannoniere della A-League: 1

2012-2013 (17 gol)
- Footballer of the Year Team: 2012-2013